# 1593
Il 1593 (MDXCIII in numeri romani) è un anno  del XVI secolo.

## Eventi
- Le autorità della Repubblica di Venezia danno inizio alla costruzione della fortezza stellata di Palmanova, posta a difesa del confine orientale.
- 25 luglio – Parigi, Abbazia di Saint-Denis – Enrico IV di Francia si converte al cattolicesimo, ponendo così fine alle guerre di religione in Francia e diventando re l'anno successivo. Celeberrima è la frase, a lui attribuita: «Parigi val bene una messa.»
- 18 dicembre – San Francesco di Sales viene ordinato sacerdote, celebrerà la prima messa il 21 dicembre.

## Nati

### Gennaio
- 3 gennaio - Valeriano Castiglione, religioso e scrittore italiano († 1663)
- 6 gennaio - Francesca Farnese, monaca cristiana e badessa italiana († 1651)
- 10 gennaio - Maurizio di Savoia, cardinale e vescovo cattolico italiano († 1657)

### Febbraio
- 5 febbraio - Marina Antonazzoni, attrice teatrale italiana († 1639)
- 8 febbraio - Louis de Nogaret de La Valette d'Épernon, cardinale, arcivescovo cattolico e condottiero francese († 1639)
- 24 febbraio - Henry de Vere, XVIII conte di Oxford, avvocato e militare britannico († 1625)
- 25 febbraio - Antonio da Virgoletta, missionario italiano († 1641)
- 28 febbraio - Heinrich Wilhelm von Starhemberg, nobile, diplomatico e militare austriaco († 1675)

### Marzo
- 1º marzo - Franz Wilhelm von Wartenberg, cardinale e vescovo cattolico tedesco († 1661)
- 10 marzo - Georges de La Tour, pittore francese († 1652)
- 22 marzo - Johann Ulrich Steigleder, organista e compositore tedesco († 1635)
- 25 marzo - Giovanni de Brébeuf, missionario, presbitero e gesuita francese († 1649)

### Aprile
- 3 aprile - George Herbert, poeta e oratore inglese († 1633)
- 10 aprile - Francesco Giovanni Gonzaga, nobile († 1636)
- 13 aprile - Thomas Wentworth, I conte di Strafford, politico inglese († 1641)

### Maggio
- 2 maggio - John Forbes, teologo scozzese († 1648)
- 2 maggio - Caterina di Ferdinando de' Medici, nobile († 1629)
- 19 maggio - Jacob Jordaens, pittore fiammingo († 1678)
- 19 maggio - Claude Vignon, pittore, incisore e illustratore francese († 1670)

### Giugno
- 8 giugno - Giorgio I Rákóczi, principe († 1648)
- 23 giugno - Elisabetta di Brunswick-Wolfenbüttel, duchessa († 1650)
- 24 giugno - Abraham von Franckenberg, mistico tedesco († 1652)

### Luglio
- 5 luglio - Achille d'Estampes de Valençay, cardinale francese († 1646)
- 8 luglio - Artemisia Gentileschi, pittrice italiana
- 23 luglio - Pietro Bini, presbitero e educatore italiano († 1635)
- 30 luglio - Guglielmo di Baden-Baden, nobile tedesco († 1677)

### Agosto
- 9 agosto - Izaak Walton, scrittore britannico († 1683)
- 23 agosto - Fulvio Testi, diplomatico e poeta italiano († 1646)

### Settembre
- 5 settembre - Orazio Riminaldi, pittore italiano († 1630)
- 6 settembre - Mumtaz Mahal, nobildonna persiana († 1631)
- 14 settembre - Ippolito Francini, artigiano italiano († 1653)
- 18 settembre - Leonardo Agostini, antiquario, numismatico e archeologo italiano († 1676)
- 22 settembre - Matthäus Merian, incisore e disegnatore svizzero († 1650)

### Ottobre
- 9 ottobre - Nicolaes Tulp, medico e politico olandese († 1674)
- 11 ottobre - Hubrecht van den Eynde, scultore fiammingo († 1662)
- 18 ottobre - Carlo Federico I di Münsterberg-Oels, nobile boemo († 1647)
- 22 ottobre - Giacomo II Malaspina, nobile italiano († 1663)
- 24 ottobre - Francesco Albizzi, cardinale italiano († 1684)
- 28 ottobre - Girolamo Cialdieri, pittore italiano († 1680)

### Novembre
- 1º novembre - Abel Servien, politico, diplomatico e nobile francese († 1659)
- 3 novembre - Giovanni Battista Barbiani, pittore italiano († 1650)
- 7 novembre - Willem van Haecht, pittore, incisore e museologo fiammingo († 1637)
- 25 novembre - Alano di Solminihac, vescovo cattolico francese († 1659)

### Dicembre
- 4 dicembre - Barbara di Württemberg, nobile († 1627)
- 5 dicembre - Liborius Wagner, presbitero tedesco († 1631)
- 15 dicembre - Antonio Bruni, poeta italiano († 1635)
- 23 dicembre - Ercole Sarti, pittore italiano

### Senza giorno specificato
- Jean Absat, scrittore e mistico francese († 1651)
- Giulio Cesare Barbera, arcivescovo cattolico italiano († 1660)
- Francesco Bianchi Buonavita, pittore italiano († 1658)
- Robert Blair, teologo scozzese († 1666)
- Prospero Caffarelli, cardinale italiano († 1659)
- Giorgio Darmini, vescovo cattolico italiano († 1670)
- Stefano De Mari, doge († 1674)
- Anthony van Diemen, politico olandese († 1645)
- Cesare Durazzo, doge († 1680)
- Luis Fernández de Córdoba y Arce, generale e navigatore spagnolo († 1673)
- Francesco Generini, scultore e ingegnere italiano († 1663)
- Giovanni Paolo Ghianda, pittore italiano († 1637)
- Francesco Gonzaga, militare italiano († 1643)
- Hong Chengchou, politico e militare cinese († 1665)
- Kandahari Begum, principessa persiana
- Kimura Shigenari, militare giapponese († 1615)
- Kyōgoku Tadataka, militare giapponese († 1637)
- Louis Le Nain, pittore francese († 1648)
- Jerónimo Lobo, gesuita portoghese († 1678)
- Pierre Nivelle, vescovo cattolico, abate e pittore francese († 1661)
- Juan Angel Puxeddu, pittore e scultore italiano († 1680)
- Cosme Pérez, attore teatrale spagnolo († 1672)
- Giacomo Rho, gesuita italiano († 1638)
- Claudia Rusca, monaca cristiana, compositrice e musicista italiana († 1676)
- Francis Russell, IV conte di Bedford, politico inglese († 1641)
- Matteo Sacchetti, I marchese di Castel Rigattini, nobile italiano († 1659)
- Lorenzo de San Nicolas, religioso e architetto spagnolo († 1679)
- Sforzino Sforza, nobile e militare italiano († 1644)
- William Stafford, scrittore inglese († 1684)
- Costante Tencalla, scultore e architetto svizzero († 1646)
- Toyotomi Hideyori, militare giapponese († 1615)
- Jan van de Velde II, incisore, pittore e disegnatore olandese († 1641)
- Christopher Villiers, nobile inglese († 1630)
- Adriaen de Bie, pittore e incisore fiammingo († 1668)
- Charles de Saint-Etienne de La Tour, esploratore francese († 1666)

## Morti

### Gennaio
- 1º gennaio - Andreas Laurentii Björnram, religioso svedese (n. 1520)
- 3 gennaio - Rodolfo Gonzaga, nobile italiano (n. 1569)
- 11 gennaio - Scipione Gonzaga, cardinale e patriarca cattolico italiano (n. 1542)

### Febbraio
- 2 febbraio - Claudia Rangoni, nobildonna italiana (n. 1537)
- 6 febbraio - Jacques Amyot, vescovo cattolico e scrittore francese (n. 1513)
- 6 febbraio - Ōgimachi, imperatore giapponese (n. 1517)

### Marzo
- 4 marzo - Johann Fleischer, teologo tedesco (n. 1539)
- 8 marzo - Troilo III de' Rossi, condottiero italiano (n. 1574)
- 15 marzo - Altobello Persio, scultore italiano (n. 1507)
- 23 marzo - Alessandro Andreasi, vescovo cattolico italiano (n. 1539)
- 26 marzo - Appio Conti, generale italiano (n. 1558)

### Aprile
- 19 aprile - Orazio Ariosto, letterato italiano (n. 1555)

### Maggio
- 2 maggio - Edward Seymour di Berry Pomeroy, nobile inglese (n. 1528)
- 26 maggio - Isidoro Caja de la Jara, vescovo cattolico spagnolo
- 30 maggio - Christopher Marlowe, drammaturgo, poeta e traduttore britannico (n. 1564)

### Giugno
- 22 giugno - Hasan Predojević, militare bosniaco
- 25 giugno - Michele Mercati, medico e botanico italiano (n. 1541)

### Luglio
- 11 luglio - Giuseppe Arcimboldo, pittore italiano (n. 1527)
- 13 luglio - Gabriel de Zayas, politico spagnolo (n. 1526)

### Agosto
- 6 agosto - Aurelio Luini, pittore italiano (n. 1530)
- 8 agosto - Matsukura Shigenobu, militare giapponese (n. 1538)
- 18 agosto - Ludovico III di Württemberg, duca tedesco (n. 1554)
- 19 agosto - Argisto Giuffredi, poeta italiano (n. 1535)
- 19 agosto - Antonio Veneziano, poeta italiano (n. 1543)
- 20 agosto - Filippo Spinola, cardinale e vescovo cattolico italiano (n. 1535)

### Settembre
- 2 settembre - Maximilian von Pernstein, nobile e religioso ceco (n. 1575)
- 4 settembre - Francesco Caruso, vescovo cattolico e poeta italiano
- 11 settembre - Ferdinando II Carafa, nobile italiano
- 24 settembre - Katō Mitsuyasu, militare giapponese (n. 1537)
- 25 settembre - Henry Stanley, IV conte di Derby, nobile inglese (n. 1531)

### Ottobre
- 3 ottobre - Giovanni Grimani, patriarca cattolico italiano (n. 1506)
- 5 ottobre - Isabella Gonzaga, nobildonna italiana (n. 1574)
- 9 ottobre - Johannes Borcholten, giurista tedesco (n. 1535)
- 11 ottobre - Francesco d'Afflitto, vescovo cattolico italiano
- 30 ottobre - Cesare Lanza, conte di Mussomeli, nobile e politico italiano

### Novembre
- 11 novembre - Alberto di Nassau-Weilburg, nobile tedesco (n. 1537)
- 13 novembre - Federico Badoer, letterato, ambasciatore e politico italiano (n. 1519)
- 20 novembre - Hans Bol, pittore e artista fiammingo (n. 1534)
- 30 novembre - Niccolò Granello, pittore italiano (n. 1553)

### Dicembre
- 2 dicembre - Alfonso Felice d'Avalos, nobile e militare italiano (n. 1564)
- 6 dicembre - Stefano Guazzo, scrittore e diplomatico italiano (n. 1530)
- 21 dicembre - Giovanni Vincenzo Casali, scultore, architetto e ingegnere italiano (n. 1539)

### Senza giorno specificato
- Pomponio Allegri, pittore italiano (n. 1522)
- Moshe Alshich, rabbino e mistico ottomano (n. 1508)
- Francesco Beccio, giurista, politico e diplomatico italiano (n. 1519)
- Agapito Bellomo, vescovo cattolico italiano
- Lorenzo Bernal del Mercado, militare spagnolo (n. 1530)
- Giuseppe Cacchi, editore e tipografo italiano
- Antonio Calcagni, scultore italiano (n. 1536)
- Chŏng Ch'ŏl, politico e poeta coreano (n. 1536)
- Romolo Cincinnato, pittore italiano (n. 1502)
- Erasmo di Valvasone, poeta e traduttore italiano (n. 1523)
- Hoshina Masatoshi, militare giapponese (n. 1509)
- Jane Howard, nobile britannica
- Khawaja Abd al-Samad, pittore persiano
- Li Shizhen, scienziato e farmacologo cinese (n. 1518)
- Liang Chenyu, drammaturgo cinese (n. 1519)
- Antonio Ongaro, scrittore italiano
- Rajasimha I di Sitawaka, sovrano singalese (n. 1544)
- Prospero Rebiba, patriarca cattolico italiano
- Cecilia Brusasorzi, pittrice italiana (n. 1549)
- Mariano Riccio, pittore italiano (n. 1510)
- Girolamo Righetto, vescovo cattolico, diplomatico e cartografo italiano
- Augustine Ryther, artigiano e incisore inglese
- Marco Sciarra, brigante italiano
- Shimazu Hisayasu, militare giapponese (n. 1573)
- Giulio Sirenio, filosofo, teologo e religioso italiano (n. 1553)
- Gaspare Venturini, pittore italiano
- Xu Wei, pittore cinese (n. 1521)
- Wolfgang Zelger, politico e condottiero svizzero
- Luigi Zorzi, politico italiano

## Calendario
| Calendario 1593 | Calendario 1593 | Calendario 1593 | Calendario 1593 | Calendario 1593 | Calendario 1593 | Calendario 1593 | Calendario 1593 | Calendario 1593 | Calendario 1593 | Calendario 1593 | Calendario 1593 | Calendario 1593 | Calendario 1593 | Calendario 1593 | Calendario 1593 | Calendario 1593 | Calendario 1593 | Calendario 1593 | Calendario 1593 | Calendario 1593 | Calendario 1593 | Calendario 1593 | Calendario 1593 | Calendario 1593 | Calendario 1593 | Calendario 1593 | Calendario 1593 | Calendario 1593 | Calendario 1593 | Calendario 1593 | Calendario 1593 | Calendario 1593 |
| --------------- | --------------- | --------------- | --------------- | --------------- | --------------- | --------------- | --------------- | --------------- | --------------- | --------------- | --------------- | --------------- | --------------- | --------------- | --------------- | --------------- | --------------- | --------------- | --------------- | --------------- | --------------- | --------------- | --------------- | --------------- | --------------- | --------------- | --------------- | --------------- | --------------- | --------------- | --------------- | --------------- |
|                 | 1               | 2               | 3               | 4               | 5               | 6               | 7               | 8               | 9               | 10              | 11              | 12              | 13              | 14              | 15              | 16              | 17              | 18              | 19              | 20              | 21              | 22              | 23              | 24              | 25              | 26              | 27              | 28              | 29              | 30              | 31              |                 |
| Gennaio         | Ve              | Sa              | Do              | Lu              | Ma              | Me              | Gi              | Ve              | Sa              | Do              | Lu              | Ma              | Me              | Gi              | Ve              | Sa              | Do              | Lu              | Ma              | Me              | Gi              | Ve              | Sa              | Do              | Lu              | Ma              | Me              | Gi              | Ve              | Sa              | Do              |                 |
| Febbraio        | Lu              | Ma              | Me              | Gi              | Ve              | Sa              | Do              | Lu              | Ma              | Me              | Gi              | Ve              | Sa              | Do              | Lu              | Ma              | Me              | Gi              | Ve              | Sa              | Do              | Lu              | Ma              | Me              | Gi              | Ve              | Sa              | Do              |                 |                 |                 |                 |
| Marzo           | Lu              | Ma              | Me              | Gi              | Ve              | Sa              | Do              | Lu              | Ma              | Me              | Gi              | Ve              | Sa              | Do              | Lu              | Ma              | Me              | Gi              | Ve              | Sa              | Do              | Lu              | Ma              | Me              | Gi              | Ve              | Sa              | Do              | Lu              | Ma              | Me              |                 |
| Aprile          | Gi              | Ve              | Sa              | Do              | Lu              | Ma              | Me              | Gi              | Ve              | Sa              | Do              | Lu              | Ma              | Me              | Gi              | Ve              | Sa              | Do              | Lu              | Ma              | Me              | Gi              | Ve              | Sa              | Do              | Lu              | Ma              | Me              | Gi              | Ve              |                 |                 |
| Maggio          | Sa              | Do              | Lu              | Ma              | Me              | Gi              | Ve              | Sa              | Do              | Lu              | Ma              | Me              | Gi              | Ve              | Sa              | Do              | Lu              | Ma              | Me              | Gi              | Ve              | Sa              | Do              | Lu              | Ma              | Me              | Gi              | Ve              | Sa              | Do              | Lu              |                 |
| Giugno          | Ma              | Me              | Gi              | Ve              | Sa              | Do              | Lu              | Ma              | Me              | Gi              | Ve              | Sa              | Do              | Lu              | Ma              | Me              | Gi              | Ve              | Sa              | Do              | Lu              | Ma              | Me              | Gi              | Ve              | Sa              | Do              | Lu              | Ma              | Me              |                 |                 |
| Luglio          | Gi              | Ve              | Sa              | Do              | Lu              | Ma              | Me              | Gi              | Ve              | Sa              | Do              | Lu              | Ma              | Me              | Gi              | Ve              | Sa              | Do              | Lu              | Ma              | Me              | Gi              | Ve              | Sa              | Do              | Lu              | Ma              | Me              | Gi              | Ve              | Sa              |                 |
| Agosto          | Do              | Lu              | Ma              | Me              | Gi              | Ve              | Sa              | Do              | Lu              | Ma              | Me              | Gi              | Ve              | Sa              | Do              | Lu              | Ma              | Me              | Gi              | Ve              | Sa              | Do              | Lu              | Ma              | Me              | Gi              | Ve              | Sa              | Do              | Lu              | Ma              |                 |
| Settembre       | Me              | Gi              | Ve              | Sa              | Do              | Lu              | Ma              | Me              | Gi              | Ve              | Sa              | Do              | Lu              | Ma              | Me              | Gi              | Ve              | Sa              | Do              | Lu              | Ma              | Me              | Gi              | Ve              | Sa              | Do              | Lu              | Ma              | Me              | Gi              |                 |                 |
| Ottobre         | Ve              | Sa              | Do              | Lu              | Ma              | Me              | Gi              | Ve              | Sa              | Do              | Lu              | Ma              | Me              | Gi              | Ve              | Sa              | Do              | Lu              | Ma              | Me              | Gi              | Ve              | Sa              | Do              | Lu              | Ma              | Me              | Gi              | Ve              | Sa              | Do              |                 |
| Novembre        | Lu              | Ma              | Me              | Gi              | Ve              | Sa              | Do              | Lu              | Ma              | Me              | Gi              | Ve              | Sa              | Do              | Lu              | Ma              | Me              | Gi              | Ve              | Sa              | Do              | Lu              | Ma              | Me              | Gi              | Ve              | Sa              | Do              | Lu              | Ma              |                 |                 |
| Dicembre        | Me              | Gi              | Ve              | Sa              | Do              | Lu              | Ma              | Me              | Gi              | Ve              | Sa              | Do              | Lu              | Ma              | Me              | Gi              | Ve              | Sa              | Do              | Lu              | Ma              | Me              | Gi              | Ve              | Sa              | Do              | Lu              | Ma              | Me              | Gi              | Ve              |                 |